# Hunga cordata
Hunga cordata är en tvåhjärtbladig växtart som beskrevs av Ghillean `Iain' Tolmie Prance. Hunga cordata ingår i släktet Hunga och familjen Chrysobalanaceae. IUCN kategoriserar arten globalt som starkt hotad. Inga underarter finns listade i Catalogue of Life.